# Jeff Pilson

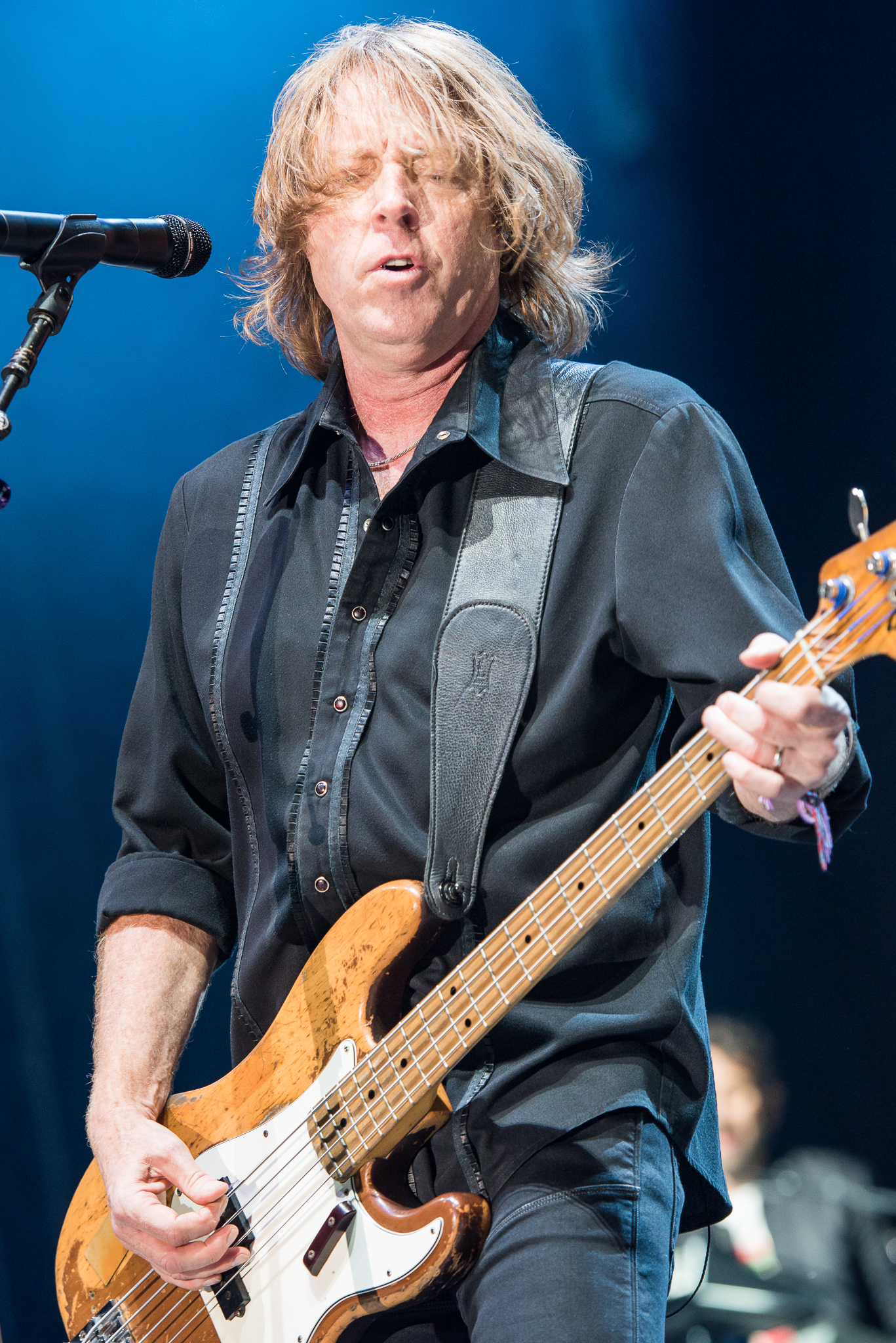
Jeff Pilson, 2016

Jeffrey Steven Pilson (* 19. Januar 1959 in Lake Forest, Illinois) ist ein US-amerikanischer Musiker. Bekannt wurde er als Mitglied der Glam-Metal-Band Dokken, der er von 1984 bis 2001 angehörte; er war aber auch Mitglied der Gruppen Dio und McAuley Schenker Group; aktuell ist er Bassist bei Foreigner. Sein Hauptinstrument ist der Bass, er war jedoch wiederholt als Sänger aktiv und spielt auch Gitarre und Keyboards.

## Werdegang

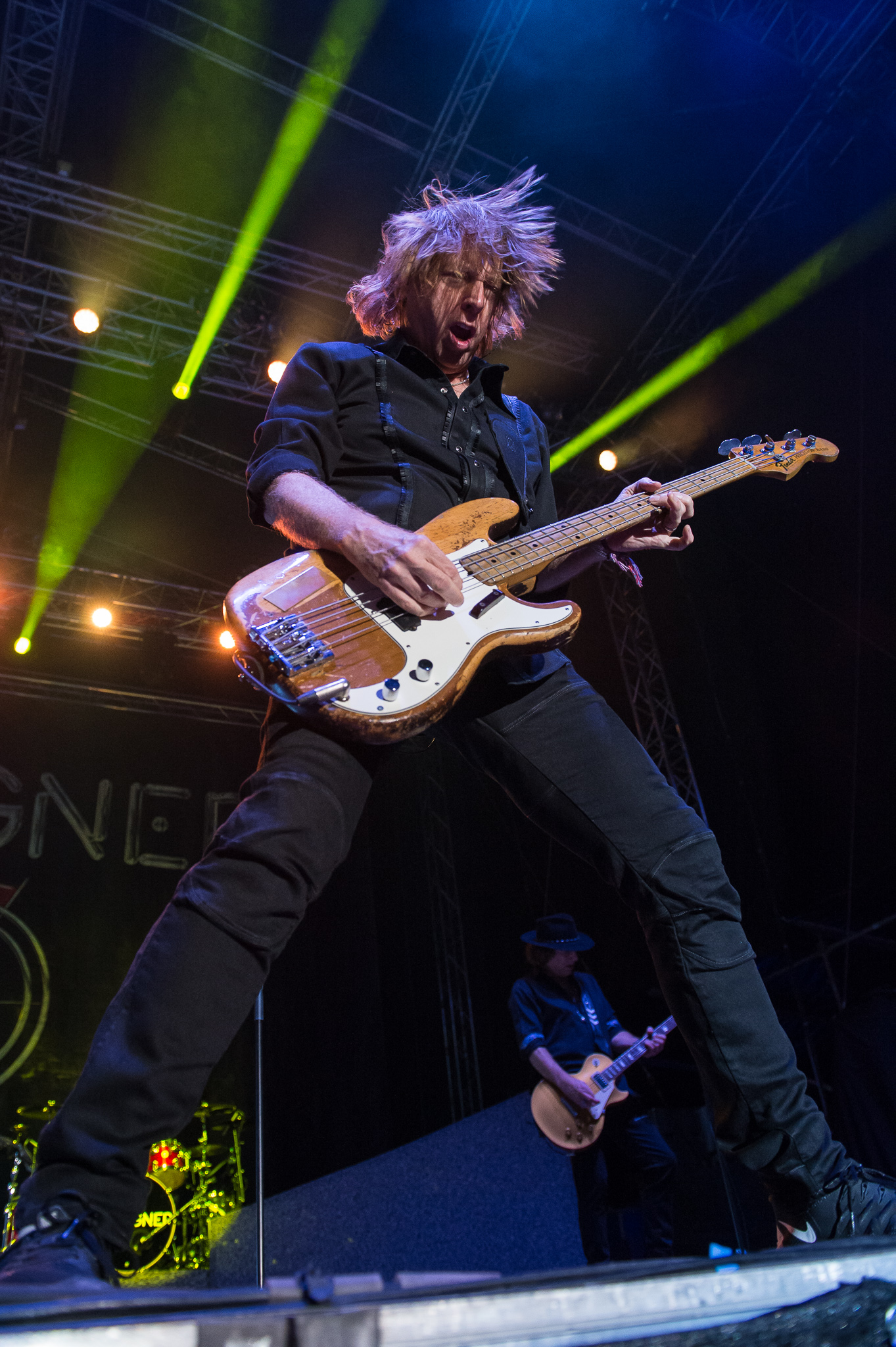
Pilson bei „Lieder am See“ (Brombachsee), 2016

Pilson stieß 1984 zu Dokken, als deren ursprünglicher Bassist Juan Croucier zu Ratt wechselte, und nahm mit der Gruppe deren kommerziell erfolgreichste Alben (Tooth and Nail, Under Lock and Key und Back for the Attack) auf. Nach der Veröffentlichung des Live-Albums Beast from the East 1988 trennten sich die Wege der Musiker, als Don Dokken die Band auflöste.
1990 spielte Pilson Bass auf dem Debütalbum von Michael Lee Firkins, 1991 nahm er mit der McAuley Schenker Group deren Album M.S.G. auf, das jedoch erst 1992 veröffentlicht wurde. Er gehörte ab 1993 zur Band um Ronnie James Dio, mit der er die Alben Strange Highways und Angry Machines aufnahm.
1995 kam es zu einer Reunion der Gruppe Dokken in der in den 1980er Jahren erfolgreichsten Besetzung; die Band nahm die Alben Dysfunctional, das Akustikalbum One Live Night und das düstere Shadowlife auf, bevor Gitarrist George Lynch die Gruppe 1998 wieder verließ.
Neben diesen festen Engagements kam es wiederholt zur Zusammenarbeit mit anderen Musikern, vor allem mit George Lynch, mit dem Pilson dessen Soloalbum Sacred Groove aufnahm und das Projekt „Lynch/Pilson“ startete, außerdem nahm er mehrere Alben mit seinem Solo-Projekt War & Peace auf.
Nach einer Gastrolle im Film Rock Star veröffentlichte er sein Projekt Underground Moon 2002 unter dem Pseudonym Dominic Moon. Seit 2005 ist Jeff Pilson Mitglied von Foreigner.
Für das Projekt T&N arbeitete Pilson wieder mit seinen Mitmusikern aus Dokken-Zeiten, George Lynch und Mick Brown, zusammen. Die Band, der nach dem Ausstieg Browns nun Schlagzeuge Brian Tichy angehörte, veröffentlichte ihr Album Slave to the Empire im Oktober 2012. Sänger war Robert Mason (Warrant).
Mit ihm arbeitete Pilson auch 2019 wieder zusammen, diesmal unter dem Namen The End Machine das Ergebnis war das Album The End Machine, das von Pilson produziert wurde und auf dem neben Mason und ihm erneut George Lynch und Mick Brown zu hören waren. Die Band veröffentlichte ihr zweites Album, Phase2, im April 2021.
2019 gewann Frontiers Records den irischen Sänger Robin McAuley (McAuley Schenker Group) für ein Projekt, mit dessen Realisierung Pilson beauftragt wurde. Pilson stellte für McAuley eine Band zusammen, der McAuley, Pilson (Bass), Reb Beach (Gitarre), und Matt Starr (Schlagzeug) angehören. Die Band gab sich den Namen Black Swan und nahm das Album Shake the World auf, das im Februar 2020 veröffentlicht wurde.

## Produktion
Mittlerweile gilt Pilson auch als renommierter Produzent, der neben der Arbeit an eigenen Projekten mittlerweile alle seit 2006 veröffentlichten Alben von Foreigner verantwortet hat, aber auch von anderen Künstlern beauftragt wurde. Hierzu zählten bisher unter anderem Kill Devil Hill (Revolution Rise, 2013), Starship (Loveless Fascination, 2013), Last in Line (Heavy Crown, II) und Warrant (Louder, Harder, Faster, 2017).

## Diskographie
Rock Justice
- Rock Justice (1979)

Dokken
- Tooth and Nail (1984)
- Under Lock and Key (1985)
- Back for the Attack (1987)
- Beast From The East (1988)
- Dysfunctional (1995)
- One Live Night (1995)
- Shadowlife (1997)
- Erase the Slate (1999)
- Live from the Sun (2000)

Michael Lee Firkins
- Michael Lee Firkins (1990)

Wild Horses
- Bareback (1991)
- Dead Ahead (2003)

McAuley Schenker Group
- M.S.G. (1992)

Dio
- Strange Highways (1994)
- Angry Machines (1996)
- Master of the Moon (2004)

Lynch/Pilson
- Wicked Underground
- Heavy Hitters

War and Peace
- Time Capsule (1993)
- The Fleash and Blood Sessions (1999)
- Light at the End of the Tunnel (2001)
- The Walls Have Eyes (2004)

Power Project
- Dinosaurs (2005)

Underground Moon
- Underground Moon (2002)

George Lynch
- Sacred Groove (1993)

Foreigner
- Extended Versions (2006)
- No End in Sight: The Very Best of Foreigner (2008)
- Can't Slow Down (2009)
- Foreigner With The 21st Century Symphony Orchestra & Chorus  (2018)
- The Juke Box Heroes Tour  (2018)
- Double Vision: Then And Now Live.Reloaded (2019)

T&N
- Slave to the Empire (2012)

Black Swan
- Shake the World (2020)
- Generation Mind (2022)

The End Machine
- The End Machine
- Phase2